# Super Trash
Pour plus de détails, voir Fiche technique et Distribution.
Super Trash, stylisé SUPER TRASH, est un documentaire français réalisé par Martin Esposito, sorti le 9 octobre 2013.

## Synopsis
Martin Esposito part vivre pendant deux ans à la décharge de la Glacière à Villeneuve-Loubet. Il y vit, s'y nourrit et nous montre tous les défauts de notre société, qui se veut exemplaire, en matière d'écologie et de tri. La décharge et la vie qu'il mène au sein de celle-ci sont le reflet de nous-mêmes. 
C'est le film d'Al Gore, Une vérité qui dérange, qui lui a donné le déclic. Alors, il s'est lancé dans cette aventure qui montre une partie très visible de la folie humaine. La décharge filmée jusqu'à sa fermeture dévoile des réalités tragiques sur le destins de certains de nos objets et sur des dérives inquiétantes, parfois dans l'illégalité.

## Fiche technique
- Titre original : Super Trash
- Réalisation : Martin Esposito
- Scénario : Martin Esposito
- Production : Philomène Esposito
- Société de distribution : Kanibal Films
- Pays d’origine :  France
- Langue originale : français
- Format : couleur
- Genre : documentaire
- Date de sortie :
  -  France : 9 octobre 2013[1]

## Distribution
- Martin Esposito : lui-même

## Accueil
Le film est très bien accueilli lors de la Global Conference en 2012 à Évian-les-Bains par des experts en développement durable et largement diffusé lors des festivités de la Semaine du développement durable.
À la suite de la sortie de ce documentaire, Philippe Martin, ministre de l'écologie, annonce un renforcement des contrôles sur les décharges, qu'elles soient en activité ou fermées.[réf. nécessaire]